# Iglesia de la Virgen de Montserrat de Cal Prat
La iglesia de la Virgen de Montserrat de Cal Prat es un edificio religioso del municipio de Puig-reig perteneciente a la comarca catalana del Bergadá en la provincia de Barcelona. Es una iglesia románica incluida en el Inventario del Patrimonio Arquitectónico de Cataluña y protegida como Bien Cultural de Interés Local.

## Historia
La Iglesia de la Virgen de Montserrat de la Colonia Prat fue diseñada cuando se organizó la Colonia Prat a finales de siglo XIX. En 1882 la iglesia fue terminada. Durante la Guerra Civil Española el edificio del templo fue dañado y en 1946 terminó su restauración teniendo siempre presente los modelos originales del estilo neorrenacentista en que fue diseñada.

## Descripción
La iglesia consta de una sola nave con capillas laterales y ábside poligonal. La fachada está orientada al sur y enmarca, junto con la torre de los propietarios de Cal Prat, una plaza cuadrada. Realizada en un historicismo de claros modelos renacentistas, marcados sobre todo en la fachada frontón triangular, campanario-templete, óculo y sobre todo por los "almodillados" siguiendo los esquemas renacentistas).